# آرتورو فراریو
آرتورو فراریو (ایتالیایی: Arturo Ferrario; ۲۸ ژوئن ۱۸۹۱ – ۳۱ دسامبر ۱۹۶۶) دوچرخه‌سوار اهل ایتالیا بود. وی در مسابقات تور دو فرانس و جیرو دیتالیا شرکت کرده است.